# 트레이시 맥그래디
트레이시 러마 맥그래디 주니어(영어: Tracy Lamar McGrady Jr., 1979년 5월 24일 ~ )는 미국의 은퇴한 농구 선수로 포지션은 슈팅 가드, 스몰 포워드이다. 티맥(T-Mac)이라는 별명으로 잘 알려져 있다.
미국 플로리다주 바토 출신이다. 1997년부터 2000년까지 토론토 랩터스, 2000년에서 2004년까지 올랜도 매직, 2004년부터 2010년 2월까지 휴스턴 로케츠, 2010년 2월부터 그 해 정규시즌 마지막까지 뉴욕 닉스에서 선수생활을 하였다. 2010-2011 NBA 정규시즌 개막 전에 디트로이트 피스턴스로 이적하여 활동했다.
11~12시즌에는 애틀란타 호크스로 팀 옮긴 후 시즌 평균 20분 12점 2리바운드의 성적을 기록했다. 11~12시즌이 끝난 후 자유계약 신분으로서 팀을 기다리고 있었지만 2010년 부상 이후로 운동능력이 떨어진 그를 불러줄 팀은 NBA에서는 없었다. NBA의 인기가 많은 중국에서는 왕년의 스타를 영입함으로써 흥행을 노리는게 리그의 유행이었고 이에 따라 중국 농구 협회(CBA) 리그의 칭다오 이글스의 계약을 받아들이면서 중국으로 건너갔다.
12~13시즌 샌안토니오 스퍼스로 이적했으며, 2013년 8월 28일에 은퇴했다.
은퇴 후에는 메이저 리그 대투수인 로저 클레멘스에게 지도를 받으며 야구 선수로 전향했다. 그리고 2014년 2월 4일 미국 야구 독립 리그인 애틀란틱 리그의 슈거랜드 스키터스 입단했고, 4월 23일에 데뷔했으며 7월 17일 올스타 게임에서 데뷔 첫 삼진을 잡고 은퇴했다.